# Ga Yangjae
Ga Yangjae (Văn phòng Seocho-gu) (Tiếng Hàn: 양재역, Hanja: 良才驛) là ga trung chuyển cho Tàu điện ngầm vùng thủ đô Seoul tuyến số 3 và Tuyến Shinbundang nằm ở ranh giới Nambusunhwan-ro, Seocho-gu và Gangnam-daero, Gangnam-gu, Seoul. Nó là ga cuối phía nam của Tuyến số 3 cho đến ngày 30 tháng 10 năm 1993, khi tuyến được mở rộng đến ga Suseo và nó trở thành ga trung chuyển với Tuyến Shinbundang vào ngày 28 tháng 10 năm 2011

## Lịch sử
- 13 tháng 9 năm 1983: Tên ga được quyết định là Ga Yangjae
- 18 tháng 10 năm 1985: Khai trương Tàu điện ngầm Seoul tuyến 3 giữa Dongnimmun và Yangjae
- 30 tháng 10 năm 1993: Cùng với việc mở rộng đoạn Yangjae ~ Suseo, tuyến đường vòng bị phá bỏ và trở thành ga trung gian.
- 10 tháng 2 năm 2009: Tên ga mới của Tuyến Shinbundang được quyết định là Ga Yangjae (Văn phòng Seocho-gu)
- 28 tháng 10 năm 2011: Trở thành ga trung chuyển với việc khai trương Tuyến Shinbundang[3]

## Bố trí ga

### Tuyến số 3 (B2F)
| Bến xe buýt Nambu ↑ |
| \| N/B              |
| ↓ Maebong           |

| Hướng Bắc | ●Tuyến 3 | ← Hướng đi Sinsa · Oksu · Chungmuro · Gupabal · Daehwa |
| Hướng Nam | ●Tuyến 3 | → Hướng đi Dogok · Irwon · Suseo · Ogeum →             |

### Tuyến Shinbundang (B4F)
| Gangnam ↑                  |
| \| S/B                     |
| ↓ Yangjae Citizen's Forest |

| Hướng Bắc | ● Tuyến Shinbundang | ← Hướng đi Gangnam · Nonhyeon · Sinsa    |
| Hướng Nam | ● Tuyến Shinbundang | → Hướng đi Pangyo · Jeongja · Gwanggyo → |

## Xung quanh nhà ga
| - Tòa án gia đình Seoul - Tòa án hành chính Seoul - Học viện Ngoại giao Quốc gia - Nambusunhwan-ro - Tập đoàn Điện lực Hàn Quốc Chi nhánh Gangnam - Gangnam-daero - Ngã tư Bang Bang - Hướng đi Dogok-dong - Văn phòng Seocho-gu. - Trường trung học Yangjae - Viện Ngoại giao và An ninh - Bãi đậu xe trung chuyển ga Yangjae - Nút giao thông Seocho Đường cao tốc Gyeongbu | - Trường trung học nữ sinh Eunkwang - Đường hầm Yangjae - Cầu vượt Yangjae - Trung tâm phúc lợi hành chính Yangjae 1-dong - Trung tâm An toàn Công cộng Yangjae - Bưu điện Yangjae-dong - Chợ Yangjae - Yangjaecheon (Lối ra 8) - Yeouicheon - ngã tư Yeomgok - Núi Guryongsan - Cao đẳng nghề Gangnam - Công viên khu phố Maljukgeori |

## Thư viện

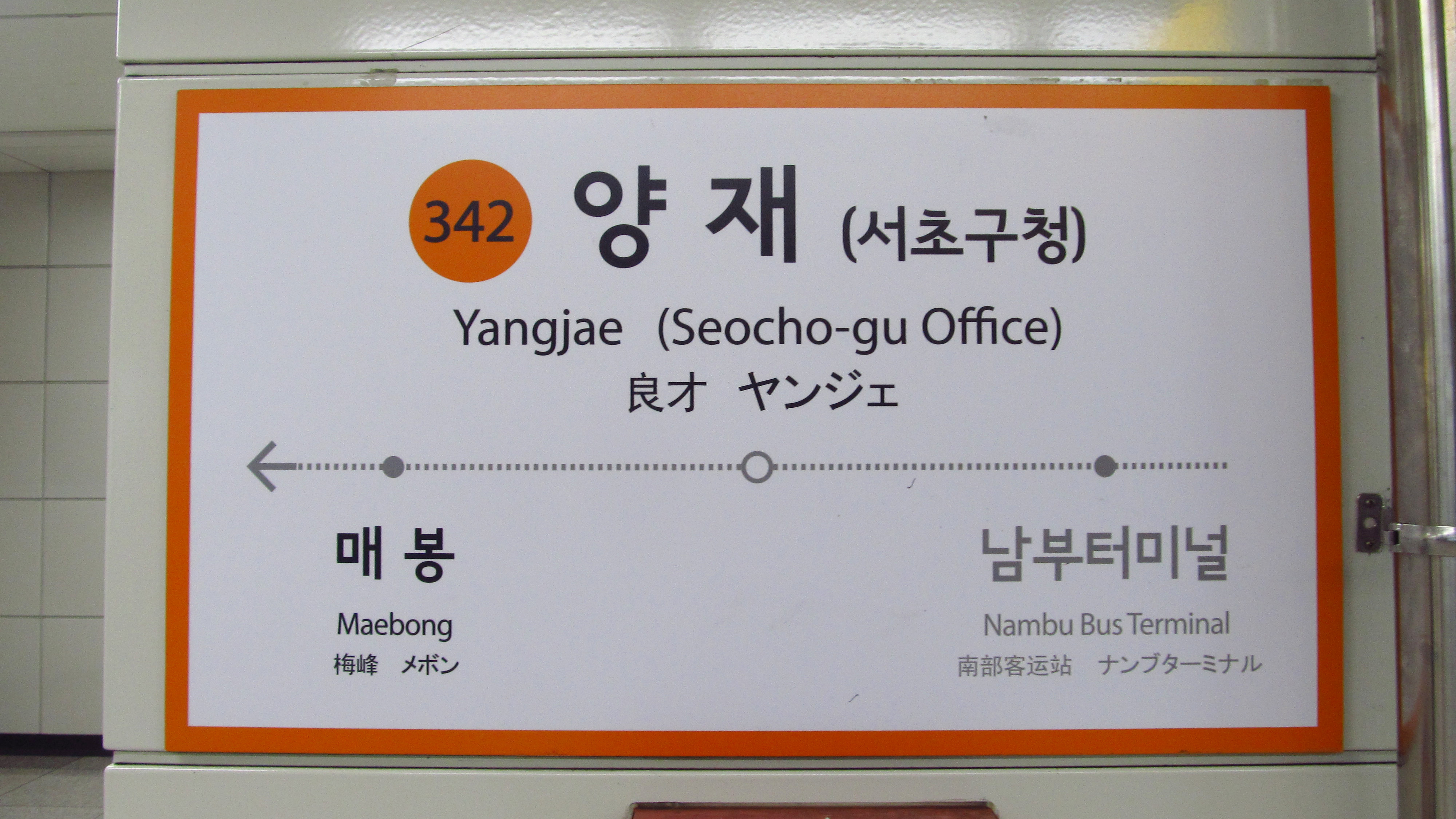
Biển báo ga (Tuyến 3)
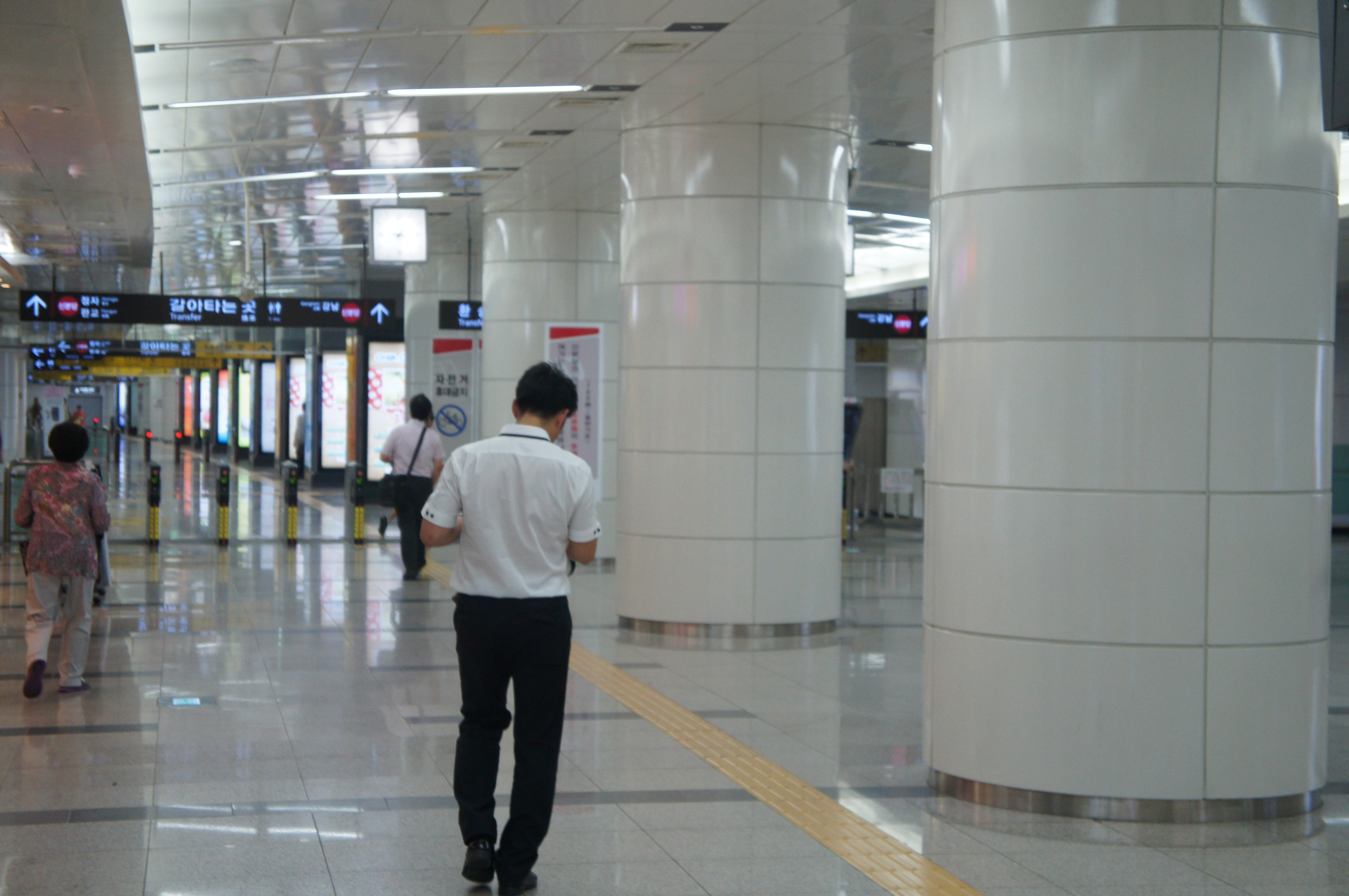
Hành lang chuyển tuyến